# ドボン&ウズ・メメス
『ドボン&ウズ・メメス』は、葛西映子の漫画作品。猫が主役を務めるこの漫画は、作者のデビュー作でもある。

## 概要
『しんぶん赤旗日曜版』（日本共産党中央委員会発行）に2004年11月7日から2005年12月まで、2006年12月31日・2007年1月7日合併号から2007年12月まで、2009年12月27日・2009年1月3日合併号から2010年12月までに連載されている漫画作品である。
タブロイドの全面1ページに、原稿4枚分を一度に載せる形であった。したがって実質「4ページ」漫画であった。二期・三期目の連載は「6ページ」である。

## あらすじ
孤独を愛するはずなのに、なぜか世話やきルピねえちゃん、渦巻き模様のやんちゃなウズ、手作り大好き丸目のメメ。3匹のネコが織りなす心温まるストーリー。

## 登場キャラクター
ルピ（“ドボン”）
メス。愛称ルーちゃん、ねえちゃん。
孤独を愛するはずが、ウズとメメが来てから世話焼き姉となる。トッチの子守から料理までこなす。水が大の苦手。
マタタビールや日本酒などを愛飲する、かなりの酒好き。好物はカレー。
夜は「スナック木蓮」に飲みに行く。好きな音楽ジャンルはボサノバ。
連載第1回で浴槽にドボンと落ちたことから「ドボン」というあだ名がついたのだが、タイトルがなぜ「ドボン」なのか納得がいかないらしい。
ウズ
アメリカンショートヘアの血をひく雑種のメス。メメとは姉妹猫。服は着ないが黒い靴下を愛用する。趣味は凧揚げとバラの手入れ。
かなりワイルドで行動的の性格である一方、怖がりでお化け屋敷が苦手であった。さざんかの宿をはじめ歌を口ずさむことが多い。
敬語が苦手。日記など文章を書く時は「～した。ます（です）」のように語尾に「です」「ます」を付ける。字が下手だが、自分では「下手ではなく芸術」だと思っている。
好物は甘い物・甘じょっぱい物。山菜などの苦い食べ物は苦手。蓮特製の菜の花パスタがお気に入り。
黒い靴下を履いているのは生家で同じ模様だった兄弟猫との区別（ウズ、メメ含め6匹兄弟）と、母猫の後ろ足が黒い靴下を履いているような模様だったため（第2期18話)。メメ曰く「リボンとかもしてみたけど、自分で外そうとして口に挟んで泡吹いた」ので、靴下以外にはトラウマがあるらしい。
メメ
メス。ウズとは姉妹猫。料理、裁縫など家庭的な趣味を持つ。食べることが好き。好物はドーナツ。かなりの大食家で体形に表れている。
静的な面が目立つが運動神経は抜群。力は強く相撲ではウズに快勝した。ロマンチスト。「創る世界」にトリップする癖がある（第1期5話、第3期5話）。
トッチ
ヒトの赤ちゃん。ママとパパの一人息子。デベソ。単行本書き下ろしの大晦日に立つことができた。好物は葡萄
蓮
メス?。ウズ曰く「ドーベルマンのように見えるがシャム猫ポインターでオトコだけどオンナの心も持った」“スナック木蓮”のオーナーママ。自分の着物は高いらしい。夜の仕事のため朝に弱い。
スナック木蓮は、獣しか入れずヒトが入ったら営業停止になるらしい。
コク蔵
オス。ウズの事を「ウズ巻さん」、メメの事を「デブっちょさん」と呼ぶ。メメの事が好き。腹も気も弱い。
毛が水で濡れるとかなり痩せている。メメによく花をプレゼントする。
落ち込みやすくすぐ「おうっ」と泣く。ツリーハウスに一人暮らし。
丸ちゃん
メス。“100歳の猫又”というウワサ。尾が二つに分かれ、人語もしゃべれる。自宅は床暖房である。
天ちゃん
オス。生まれてすぐ捨てられ、サンタクロースにグラン・マの家を見つけてもらう。“スナック木蓮”の常連。蓮ママ曰く「インテリのヤサ男」。
ワン太郎
イヌのオス。メガネをかけている。大凧資金のため、お化け屋敷でバイトをしていたことも。
世界凧大会の後、大会で親しくなった凧仲間の国を旅して回った。第3期41話で帰国。自分の店をオープンする。
ぺぺ
オス。うさぎ薬局の薬剤師。ウズ曰く「ハスキー・ヴォイスがセクシー」。
ウズからはお姉さんだと思われていた。
ママ
トッチの母親、ルピ、ウズ、メメの飼い主。ママは「作者」と同じと思われることが多いが、マンガの中の「ママ」はキャラクターらしい。酒好き。
パパ
トッチの父親。冬は外套を愛用。カレー好き。
ヒゲ一族
地域に広く分布するヒゲ遺伝子の末裔たち。ヒゲは実際に生えている物ではなく、模様。7匹兄弟。
長女（？）：リリカ。通称「ヒゲばあ」。農家猫。豊作農園を経営している。
次男：本名不明。通称「ヒゲじい」。農家猫。趣味はジャンボ野菜作り。
四男：本名不明。豊作珈琲のマスター。
孫：主にリリカの孫（？）が登場。生まれた時からヒゲ模様は決まっている。ウズメメを姉のように慕っている。
ウズ香
メス。ウズがオタマジャクシの頃から可愛がっている蛙。
ムリ助（第3期ではマイ助）
オス。ウズが可愛がっているカタツムリ。よくウズ香と喧嘩する。
ドボンさん（“ドボン様”）
本作品キャラクター初期設定時のルピのイラストだが、ルピ本人は関係性を否定。
ルピを水難から守るお守りとして、“スナック木蓮”の神棚に祀られていた。第3期35話で、ルピが雨から身を守る為に持ち帰った。
名前の由来は、ママ曰く、「昨今の流行であるハリウッド・セレブのセンスを先どりしたもの」らしい。
白鳥
越冬のために下の公園に群れで来ている。ウズが背中に乗るために、プレゼントを持って通っていた。
メメが作ったバレンタインチョコが好物。

## 単行本
- 『ドボン&ウズ・メメス』（新日本出版社、2006年7月25日、ISBN 4-406-03267-3） - 第1期連載全話及び描き下ろし3話収録。連載分の初めの方の回など一部コマの描き直し（主にキャラクター画の整形）が行われている。
- 『ドボン&ウズ・メメス season2』（新日本出版社、2008年3月25日、ISBN 978-4-406-05122-4） - 第2期連載全話及び書き下ろし「つめくさのあかり」他1話収録。
- 『ドボン&ウズ・メメス season3』（新日本出版社、2011年3月23日、ISBN 978-4-406-05469-0 )- 第3期連載全話及び書き下ろし「手つなぎ鬼」他1話収録。

## 未収録話
公式ウェブサイト掲載された四コマ4点は単行本未収録である。
- メメちゃん、結界を張る。
- 春遊び (1)
- 春遊び (2)
- 涙の海